# Ideopsis similis
Ideopsis similis is een vlinder uit de familie Nymphalidae en de onderfamilie Danainae.
De wetenschappelijke naam van de soort is in 1758, als Papilio similis, gepubliceerd door Carl Linnaeus  in de tiende editie van Systema naturae.